# اسلام در لبنان
اسلام در لبنان، به عنوان دین اکثریت مردم لبنان به حساب می‌آید. بر اساس گزارش برخی منابع، ۵۵ درصد از جمعیت این کشور را مسلمانان شکل داده‌اند. اقلیت ۷ تا ۵ درصدی دروزیان در این منطقه نیز، رسماً از فرقه‌های مسلمان شناخته می‌شود. علویان و اسماعیلیان دیگر فرقه‌های حاضر در منطقه هستند.

## آمار
| مسلمانان لبنان | مسلمانان لبنان | مسلمانان لبنان | مسلمانان لبنان | مسلمانان لبنان |
| -------------- | -------------- | -------------- | -------------- | -------------- |
| سال            | سال            |                | درصد           | درصد           |
| ۱۹۳۲           | ۱۹۳۲           |                | ۴۹٪            | ۴۹٪            |
| ۱۹۸۵           | ۱۹۸۵           |                | ۷۵٪            | ۷۵٪            |
| ۲۰۱۰           | ۲۰۱۰           |                | ۵۸٪            | ۵۸٪            |
| ۲۰۱۲           | ۲۰۱۲           |                | ۵۹٪            | ۵۹٪            |
| ۲۰۱۸           | ۲۰۱۸           |                | ۶۱٫۱٪          | ۶۱٫۱٪          |

تعداد مسلمانان در کشور لبنان همواره مورد اختلاف و مناقشات بوده‌است. از سال ۱۹۳۲ تا کنون هیچ سرشماری رسمی در لبنان برگزار نشده‌است. با این وجود گمانه‌زنی‌ها جمعیت مسلمانان در این کشور را ۵۹٫۵ درصد از کل جمعیت کشور عنوان کرده‌است. تخمین زده شده‌است که جمعیت مسلمانان این کشور ۸٫۶ یا به گزارشی ۱۴ میلیون نفر باشد. در آخرین سرشماری صورت گرفته در لبنان که به سال ۱۹۳۲ صورت گرفته‌است، تعداد مسلمانان به تفکیکی، ۲۲ درصد مسلمانان سنی، ۲۰ درصد مسلمانان شیعه، ۷ درصد مسلمانان دروزی بوده‌است که مجموعاً ۴۹ درصد از کل جمعیت (در آن زمان ۳۸۸٫۴۰۰ نفر از ۷۹۱٫۷۰۰ نفر) را شامل می‌شود.
بر اساس آمارهای منتشر شدهُ ۵٫۲ درصد از کل جمعیت این کشور را پیروان فرقه دروزی شکل داده‌اند. بر اساس آنچه پارلمان این کشور در تعاریف خود آورده‌است، مسلمانان لبنان به پنج دسته سنی، شیعه، دروزی، علوی و اسماعیلی تقسیم می‌شوند. مطالعات آزانس اطلاعات مرکزی سیا در سال ۱۹۸۵، نشان می‌دهد که تعداد مسلمانان در این کشور ۷۵ درصد از جمعیت کل (۱٫۶۶۷٫۰۰۰ نفر از ۲٫۲۲۸٫۰۰۰ نفر) می‌باشد که به تفکیک مذهب از ۴۱ درصد شیعه، ۲۷ درصد اهل سنت و ۷ درصد دروزی‌ها تشکیل شده شده‌است.

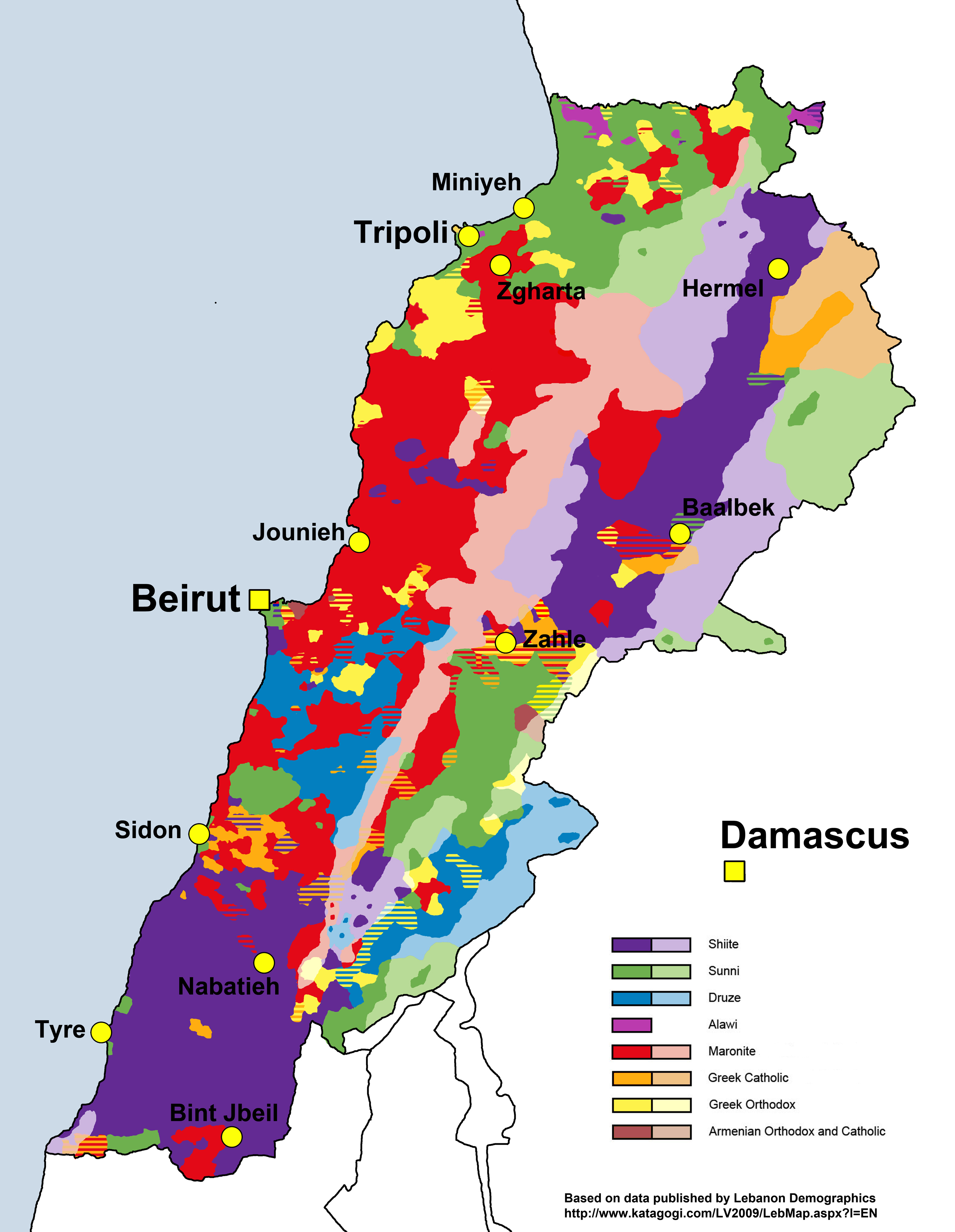
پراکندگی جمعیت فرقه‌های مذهبی در لبنان بر اساس آمار سال ۲۰۰۹

## فرقه‌ها
| فرقه‌های اسلامی در لبنان (۲۰۱۸) | فرقه‌های اسلامی در لبنان (۲۰۱۸) | فرقه‌های اسلامی در لبنان (۲۰۱۸) | فرقه‌های اسلامی در لبنان (۲۰۱۸) | فرقه‌های اسلامی در لبنان (۲۰۱۸) |
| ------------------------------ | ------------------------------ | ------------------------------ | ------------------------------ | ------------------------------ |
| فرقه‌های اسلامی                 | فرقه‌های اسلامی                 |                                | درصد                           | درصد                           |
| اهل سنت                        | اهل سنت                        |                                | ۳۰٫۶٪                          | ۳۰٫۶٪                          |
| شیعه                           | شیعه                           |                                | ۳۰٫۵٪                          | ۳۰٫۵٪                          |

### شیعیان
مسلمانان شیعه لبنان که ۲۷ تا ۲۹ درصد از جمعیت این کشور را شامل می‌شوند، غالباً شیعیان دوازده امامی هستند که پس از آنها، شیعیان علوی و اسماعیلیان قرار دارند. رئیس پارلمان لبنان همواره یک مسلمان از مذهب شیعه بوده‌است. شیعیان در این کشور بیشتر در مناطق شمالی، مرکزی و جنوب بیروت سکونت دارند.

### اهل سنت
مسلمانان سنی لبنان که بیشتر در مناق منیه، دنیه و اکار (شمال لبنان) حضور دارند، در مناصب دولتی، بیشتر حضور داشته و برای تصدی پست نخست‌وزیری این کشور، واجد شرایط هستند.